# Cawjeekelia koreana
Cawjeekelia koreana är en mångfotingart som beskrevs av Sergei I. Golovatch 1980. Cawjeekelia koreana ingår i släktet Cawjeekelia och familjen orangeridubbelfotingar. Inga underarter finns listade i Catalogue of Life.